# Глинська сільська рада (Жовківський район)
| Глинська сільська рада — орган місцевого самоврядування у Жовківському районі Львівської області з адміністративним центром у с. Глинськ. Історична дата утворення: в 1993 році. Водоймища на території, підпорядкованій даній раді: річка Баланда. Сільській раді підпорядковані населені пункти: - с. Глинськ - с. Завади |

## Склад ради
Рада складається з 16 депутатів та голови.

### Керівний склад ради
| ПІБ                      | Основні відомості                                                               | Дата обрання | Дата звільнення |
| ------------------------ | ------------------------------------------------------------------------------- | ------------ | --------------- |
| Щур Надія Степанівна     | Сільський голова, 1970 року народження, освіта                                  | 26.03.2006   | 31.10.2010      |
| Тенета Ольга Ярославівна | Сільський голова, 1959 року народження, освіта середня спеціальна, позапартійна | 31.10.2010   |                 |

Примітка: таблиця складена за даними джерела